# تشارلز إف. ميتشيل
تشارلز إف. ميتشيل هو سياسي أمريكي، ولد في 18 فبراير 1806 في مقاطعة باكز في الولايات المتحدة، وتوفي في 27 سبتمبر 1865 في سينسيناتي في الولايات المتحدة. نشط حزبياً في الحزب الجمهوري. وقد انتخب عضو مجلس النواب الأمريكي ‏.